# Zagadka na morzu
Zagadka na morzu (ang. Problem at Sea) – powieść detektywistyczna autorstwa Agathy Christie.
Przedstawia ona jedną z przygód belgijskiego detektywa Herculesa Poirot, który jest bohaterem wielu powieści Agathy Christie.

## Opis fabuły
Hercules Poirot i jego przyjaciel Arthur Hastings odbywają rejs po Morzu Śródziemnym. W trakcie podróży okazuje się, że madame Adelaine Claperton została okradziona i zamordowana w swojej kabinie. Kapitan, by uniknąć skandalu, prosi detektywa o pomoc w znalezieniu przestępcy. Okazuje się, że pasażerka nie była zbytnio lubiana i każdy mógł zadać jej śmierć.